# Bystry
Bystry est un village polonais de la voïvodie de Varmie-Mazurie, dans le powiat de Giżycko.